# Parallel ATA
Parallel ATA (PATA) este un standard de interfață paralelă pentru conectarea în calculator a dispozitivelor hard disk și a unităților de disc optic. Denumirea ATA (AT Attachment) provine de la faptul că interfața a fost proiectată inițial pentru conectarea unei unități de discuri direct la magistrala calculatorului IBM PC/AT (Advanced Technology), magistrală numită ISA (Industry Standard Architecture) sau AT. ATA este o interfață paralelă de 16-bit. Odată cu introducerea Serial ATA în 2003, standardul ATA original a fost redenumit retroactiv Parallel ATA (PATA).

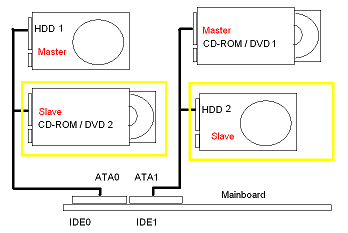
Configurare ATA într-un PC: 2 unități (hard disk, și DVD) ca master fiecare pe un cablu de interfață IDE. Unitățile suplimentare încadrate în galben pot fi adăugate ca slave

Standardul ATA permite conectarea în serie a două unități de discuri la un conector al interfeței aflat pe placa de bază printr-un cablu cu trei conectori: unul pentru conectarea la placa de bază și două pentru conectarea la unitățile de discuri. Dintre cele două unități, una este unitatea primară master, iar cealaltă este unitatea secundară slave. Fiecare unitate de discuri are propriul controler integrat în unitate, dar cele două unități utilizează aceeași magistrală. 
Calculatoarele personale conțin două interfețe ATA integrate în setul de circuite, care permit conectarea unui număr de până la patru unități de discuri. Ulterior, specificațiile interfeței paralele ATA au fost elaborate și actualizate de comitetul tehnic T13, un grup independent care reprezenta principalii producători de calculatoare și unități de discuri. Standardele elaborate de acest comitet au fost aprobate și publicate de institutul american de standarde ANSI (American National Standards Institute). 

## Istoric
Evoluția standardului a reunit mai multe tehnologii predecesoare: (E)IDE, ATAPI, DMA (Ultra DMA).
IDE

Prima versiune a interfeței ATA a fost cunoscută sub numele de IDE (Integrated Drive Electronics). 
În anul 1986 firmele Control Data Corporation, Western Digital și Compaq au produs primele unități de discuri care utilizau interfața IDE/ATA. Pentru eliminarea incompatibilităților și a problemelor legate de interfațarea unităților ATA cu sistemele bazate pe magistrala ISA sau EISA (Extended ISA), în anul 1989 ANSI a publicat standardul CAM (Common Access Method).
EIDE (Enhanced IDE)

Reprezintă o îmbunătățire a standardului IDE existent introdusă de firma Western Digital în 1993. S-a extins setul de registre și de comenzi, astfel ca sistemele mai vechi fără interfață EIDE să poată funcționa cu noile unități EIDE. 
ATAPI (Advanced Technology Attachment Packet Interface)

Această interfață a permis conectarea directă și a altor tipuri de periferice (unități de discuri optice, Iomega zip) prin aceeași interfață fizică ca și interfața ATA, utilizând însă un protocol logic diferit. Specificațiile interfeței ATAPI au fost incluse în standardul ATA începând cu versiunea ATA-4.
Ultra ATA (UATA)

Denumire utilizată în principal de Western Digital pentru diferite îmbunătățiri aduse vitezei la standardele ATA/ATAPI. Majoritatea schimbărilor Western Digital, au fost incluse în standardul ATA/ATAPI-6.
DMA (Direct Memory Access)

Este un protocol special care permite dispozitivului să copieze date în RAM fără implicarea procesorului. Ultra DMA este acceptat de toate hard diskurile moderne. 

## Standarde ATA
De la introducerea versiunii inițiale a standardului ATA, pe măsură ce tehnologia interfețelor ATA din industrie s-a îmbunătățit, au fost elaborate diferite versiuni ale standardelor ATA, care au inclus în specificațiile lor îmbunătățirile apărute anterior. Fiecare versiune a standardului ATA este compatibilă cu versiunile anterioare. În general, versiunile mai noi ale standardelor ATA sunt considerate extensii ale versiunilor anterioare.
| Standard                              | PIO | DMA | UDMA | Performanță (MB/s) | Proprietăți | Referință ANSI                                                          |
| ------------------------------------- | --- | --- | ---- | ------------------ | --- | ----------------------------------------------------------------------- |
| ATA-1                                 | 0-2 | -   | -    | 8.33               | | X3.221-1994                                                             |
| ATA-2 (Fast-ATA, Fast-ATA-2 sau EIDE) | 0-4 | 0-2 | -    | 16.67              | Streaming CHS/LBA pentru unități de până la 8,4 GB | X3.279-1996                                                             |
| ATA-3                                 | 0-4 | 0-2 | -    | 16.67              | Suport S.M.A.R.T. | X3.298-1997                                                             |
| ATA-4 (Ultra-ATA/33)                  | 0-4 | 0-2 | 0.2  | 33.33              | Moduri Ultra-DMA, suport BIOS pentru unități de până la 137,4 GB; Bus Mastering activat; Interfață ATAPI (suport pentru CD-ROM); adaptor CompactFlash | NCITS 317-1998                                                          |
| ATA-5 (Ultra-ATA/66)                  | 0-4 | 0-2 | 0-4  | 66.67              | Moduri UDMA mai rapide, cablu cu 80 de pini; conector CompactFlash                                                                                    | NCITS 340-2000                                                          |
| ATA-6 (Ultra-ATA/100)                 | 0-4 | 0-2 | 0-5  | 100.00             | Mod UDMA 100 MB/s; Suport BIOS pentru unități de până la 144 PB                                                                                       | NCITS 361-2002                                                          |
| ATA-7 (Ultra-ATA/133)                 | 0-4 | 0-2 | 0-6  | 133.00             | Mod UDMA 133 MB/s | INCITS 397-2005 (vol 1) INCITS 397-2005 (vol 2) INCITS 397-2005 (vol 3) |
| ATA/ATAPI-8 (Ultra ATA/166)           |     |     |      | 166.00             | Unitate hibrid cu cache non-volatil pentru accelerarea fișierele critice ale sistemului de operare                                                    | INCITS 452-2008                                                         |

### ATA-1
Versiunea inițială a standardului ATA a fost aprobată oficial de institutul ANSI în anul 1994. Această versiune, ca și versiunile ulterioare, specifică o interconexiune paralelă care provine din magistrala ISA (AT) de 16 biți. Standardul a eliminat diferite probleme de incompatibilitate între primele generații de unități de discuri ATA/IDE, în special atunci când două unități de discuri ale unor producători diferiți au fost conectate la aceeași interfață ATA. Standardul ATA original definește următoarele caracteristici ale interfeței ATA:
- Conectori cu 40 sau 44 de pini
- Un singur canal ATA, care poate fi partajat de două unități de discuri, configurate ca o unitate master și o unitate slave
- Modurile de transfer programat PIO (Programmed Input/Output) 0, 1 și 2, cu caracteristici de sincronizare și rate de transfer diferite
- Modurile de transfer prin acces direct la memorie DMA cu transferuri de un singur cuvânt 0, 1 și 2
- Modul de transfer DMA multicuvânt 0
- Adresare de tip CHS (Cylinder-Head-Sector), care specifică numărul cilindrului, al capului și al sectorului de pe unitatea de discuri.

### ATA-2
Reprezintă o extensie a standardului pentru interfața ATA originală, elaborată ca urmare a îmbunătățirilor tehnologice ale unităților de discuri și a cererii crescute a capacității de memorare. Publicat în anul 1996, standardul păstrează compatibilitatea cu interfața ATA originală și aduce îmbunătățiri ale acesteia, fără a fi necesare modificări ale unităților instalate sau ale programelor existente. Standardul ATA-2 a fost cunoscut și sub denumirile Fast ATA, Fast ATA-2 (Seagate, Quantum) și EIDE (Western Digital) care au reprezentat termeni de marketing.
Principalele îmbunătățiri introduse de standardul ATA-2 sunt:
- Moduri de transfer PIO mai rapide (modurile PIO 3 și 4)
- Moduri de transfer DMA mai rapide (modurile DMA multicuvânt 1 și 2)
- Comenzi suplimentare care permit transferuri pe blocuri (cuvinte multiple) în scopul creșterii performanțelor
- Eliminarea limitei de 504 MB pentru capacitatea discurilor, adresarea logică pe blocuri LBA (Logical Block Addressing) și interfețe de programare BIOS care realizează translatarea parametrilor CHS, în scopul creșterii capacității unităților până la 8,46 GB
- Comanda Identify Device îmbunătățită, care permite unității de discuri să raporteze informații suplimentare necesare pentru sisteme Plug and Play și pentru compatibilitatea cu reviziile viitoare ale standardului
- Posibilitatea conectării a până la 4 dispozitive la aceeași interfață, inclusiv a unităților CD-ROM și a unităților de bandă
- Transferuri de date pe 32-bit.

### ATA-3
Standardul ATA-3, publicat în anul 1997, este o revizie minoră a standardului ATA-2. Această revizie nu a definit noi moduri de transfer cu performanțe mai ridicate. Principalele modificări introduse de ATA-3 sunt :
- Eliminarea protocoalelor pentru transferurile DMA de un singur cuvânt
- Adăugarea tehnologiei S.M.A.R.T. (Self-Monitoring, Analysis, and Reporting Technology) pentru predicția defectării unităților de discuri
- Adăugarea unui mod care permite protecția datelor înregistrate pe unitățile de discuri printr-o parolă
- Specificarea oblicatorie a modului de adresare LBA
- Recomandări pentru terminarea magistralei la sursă și la destinație în scopul creșterii fiabilității la modurile de transfer cu viteze ridicate.

### ATA/ATAPI-4
Publicat în anul 1998, standardul ATA/ATAPI-4 a introdus modificări importante ale versiunii anterioare ATA-3. În primul rând, a fost adăugat protocolul ATAPI (ATA Packet Interface), care permite conectarea unor periferice cum sunt unitățile de discuri optice. Astfel a fost adăugată o nouă comandă la setul de comenzi ATA, numită Packet, care permite transmiterea unei structuri de date cunoscută ca pachet de comandă la un periferic ATAPI. Setul de comenzi recunoscut de perifericele ATAPI este diferit de cel utilizat de interfața ATA, fiind derivat din setul de comenzi al interfeței SCSI. Aceasta deoarece setul de comenzi și setul de registre ATA nu sunt adecvate pentru unele comenzi specifice unităților optice.
A doua modificare importantă introdusă de standardul ATA/ATAPI-4 a fost adăugarea unui nou protocol de transfer numit Ultra-ATA sau Ultra-DMA (UDMA), la care transferurile de date au loc pe ambele fronturi ale semnalului de ceas. Există mai multe moduri de transfer Ultra-DMA, din care specificațiile ATA/ATAPI-4 includ modurile 0, 1 și 2. Modul 2 Ultra-DMA permite o rată maximă de transfer de 33,3 MB/s, motiv pentru care este numit și Ultra-ATA/33 sau UDMA/33. Posibilitatea utilizării unui anumit mod de transfer este condiționată de unitatea de discuri, de setul de circuite de pe placa de bază și de sistemul de operare sau de BIOS.
Principalele îmbunătățiri introduse de standardul ATA/ATAPI-4 sunt următoarele:
- Includerea comenzii Packet și a protocolului corespunzător pentru transmiterea comenzilor ATAPI
- Adăugarea protocolului Ultra-ATA și a modurilor 0, 1 și 2 care utilizează acest protocol, ratele maxime de transfer ajungând la 33,3 MB/s
- Creșterea integrității datelor prin utilizarea unui cod ciclic redundant (CRC)
- Definirea unui cablu opțional cu 80 de fire (dintre care 40 sunt de masă), care permite creșterea imunității la zgomote
- Posibilitatea utilizării unui adaptor CompactFlash pentru calculatoarele portabile
- Posibilitatea suprapunerii comenzilor prin implementarea de către perifericele ATA și ATAPI a unor cozi pentru memorarea comenzilor.

### ATA/ATAPI-5
Această versiune a standardului ATA a fost aprobată în anul 2000. Principalele modificări introduse sunt :
- Adăugarea modurilor Ultra-DMA 3 și 4; modul 4 permite o rată maximă de transfer de 66 MB/s (Ultra-ATA/66 sau UDMA/66)  cu utilizarea cablului cu 80 de fire
- Detectarea automată a cablurilor cu 40 sau 80 de fire

### ATA/ATAPI-6
Elaborarea acestei versiuni a standardului ATA a început în anul 2000 și publicat în anul 2002. Principalele îmbunătățiri sau modificări față de versiunea anterioară sunt:
- Adăugarea modului 5 Ultra-DMA, care permite o rată maximă de transfer de 100 MB/s (Ultra-ATA/100 sau UDMA/100), prin reducerea tensiunii de semnal de la 5V la 3,3V
- Creșterea dimensiunii adreselor logice LBA de la 28-bit la 48-bit, ceea ce permite transferul mai eficient al fișierelor de dimensiuni mari
- Adăugarea comenzii Automatic Acoustic Management pentru aplicațiile audio-vizuale.

### ATA/ATAPI-7
Această versiune a standardului ATA a fost publicată în anul 2005. Principala îmbunătățire este adăugarea modului 6 Ultra-DMA (Ultra-ATA/133 sau UDMA/133), care permite o rată maximă de transfer de 133 MB/s. ATA/ATAPI-7 include și specificațiile interfeței seriale SATA 1.0 (SATA-150) cu o rată maximă de transfer de 1,5 Gbit/s (150 MB/s).

### ATA-8/ATAPI-8
Aceasta este versiunea curentă a standardului ATA, publicată în anul 2008. Pentru interfața paralelă ATA, nu sunt introduse moduri îmbunătățite de transfer. Funcțiile principale adăugate la ATA-8 includ următoarele:
- Specificațiile interfeței SATA-300, cu o rată maximă de transfer de 3 Gbit/s (300 MB/s).
- Caracteristica Device Statistics. Aceasta permite ca valori precum orele de funcționare, numărul de resetări, numărul de procese de citire și scriere, numărul de erori și temperatura să fie interogate. Spre deosebire de atributele S.M.A.R.T., semnificația tuturor valorilor este standardizată.
- Adăugarea comenzii TRIM pentru unitățile SSD. Aceasta permite sistemului să informeze un SSD care blocuri nu mai sunt utilizate, astfel încât să poată fi șterse în pregătirea viitoarelor scrieri.

ATA-8 este împărțit în patru documente: Architecture Model (ATA8-AAM), Command Set (ATA8-ACS), Parallel Transport (ATA8-APT) și Serial Transport (ATA8-AST). 
Setul de comenzi ATA8-ACS a fost publicat în septembrie 2008 ca standard ANSI INCITS. După publicarea standardului ATA8-ACS, setul de comenzi a fost dezvoltat în continuare sub numele ACS-2 (2008) Arhivat în 21 septembrie 2020, la Wayback Machine., ACS-3 (2011) Arhivat în 30 iulie 2007, la Wayback Machine. și ACS-4 (2018) Arhivat în 18 septembrie 2021, la Wayback Machine..

## Moduri de transfer ale datelor
Specificațiile interfeței ATA/ATAPI definesc două categorii de transferuri ale datelor: transferuri programate (PIO – Programmed Input/Output) și transferuri prin acces direct la memorie (DMA – Direct Memory Access). Pentru fiecare categorie, sunt definite mai multe moduri de transfer, iar fiecare mod este caracterizat printr-o anumită durată a ciclului. Aceste durate determină ratele maxime de transfer care pot fi obținute.

### PIO
Programmed Input/Output este cel mai vechi mod de transmitere a datelor prin interfața ATA. Programarea muncii se face de către procesorul central. Modurile de transfer PIO sunt mai puțin eficiente, deoarece pentru fiecare cuvânt transferat procesorul trebuie să execute o secvență de program. În funcție de protocolul utilizat, sunt două tipuri de transferuri PIO: fără confirmare și cu confirmare. Există cinci moduri de transfer PIO, numerotate de la 0 la 4, care diferă în ceea ce privește rata maximă de transfer: 
- Modul 0: 26,4 Mb/s (3,3 MB/s)
- Modul 1: 41,6 Mb/s (5,2 MB/s)
- Modul 2: 66,4 Mb/s (8,3 MB/s)
- Modul 3: 88,8 Mb/s (11,1 MB/s)
- Modul 4: 133,3 Mb/s (16,7 MB/s).

### DMA
Transferurile de date care sunt inițiate prin comenzile DMA, Read DMA și Write DMA, diferă de transferurile PIO deoarece transferurile de date se efectuează printr-un canal DMA și se generează o singură cerere de întrerupere la terminarea comenzii.
Începând cu versiunea ATA/ATAPI-4 a standardului ATA, au fost introduse moduri de transfer DMA mai performante, numite Ultra-DMA sau Ultra-ATA. În aceste moduri, datele sunt transferate la ambele fronturi (crescător și descrescător) ale semnalului de ceas utilizat pentru controlul magistralei de date, astfel că rata de transfer se dublează. În plus, la variantele mai performante ale modurilor Ultra-DMA, frecvența semnalului de ceas este mai ridicată comparativ cu cea de la modurile DMA multicuvânt. Pentru creșterea fiabilității transferurilor în modurile Ultra-DMA, se utilizează transferuri sincrone în locul transferurilor asincrone.

## Protocoale utilizate pentru comenzile ATA
Standardele ATA/ATAPI definesc protocoalele utilizate pentru transferurile de date între calculatorul gazdă și unitatea de discuri și durata ciclurilor de citire/scriere. Exemple de protocoale utilizate pentru execuția comenzilor ATA sunt protocolul pentru comenzi care nu transferă date, protocolul pentru intrare în modul PIO și protocolul pentru comanda Execute Device Diagnostic. 

## Registre ATA
Comunicația cu controlerele unităților de discuri se realizează prin registre de I/E. Spre deosebire de interfețele tradiționale, la care numai controlerul selectat recepționează comenzi de la calculator, în cazul interfeței ATA conținutul registrelor se transmite ambelor unități și controlerelor încorporate.
Registrul de comandă -  în care se înscrie codul comenzii care trebuie transmis controlerului unității de discuri.

Registrul de date - este de 16 biți, fiind utilizat pentru citirea sau scrierea datelor în modul de transfer PIO.

Registrul de selecție al dispozitivului - se utilizează pentru adresarea unității de discuri și a sectorului.

Registrul de control al dispozitivului - permite resetarea software a unităților de discuri și validarea sau invalidarea activării semnalului de întrerupere INTRQ de către unitatea selectată.

Registrul de eroare - conține starea ultimei comenzi executate de unitatea de discuri sau un cod de diagnosticare.

Registrul pentru setarea caracteristicilor - se poate utiliza pentru setarea diferitelor caracteristici ale interfeței, de exemplu, pentru validarea sau invalidarea memoriei cache.

Registrul contor de sectoare - conține numărul sectoarelor de date care trebuie transferate într-o operație de citire sau scriere între calculator și unitatea de discuri.

Registrele de adresă LBA - permit înscrierea adresei sectorului la comenzile de citire sau de scriere care utilizează adresarea LBA .

Registrul de stare - conține starea curentă a unității.

## Conectarea dispozitivelor

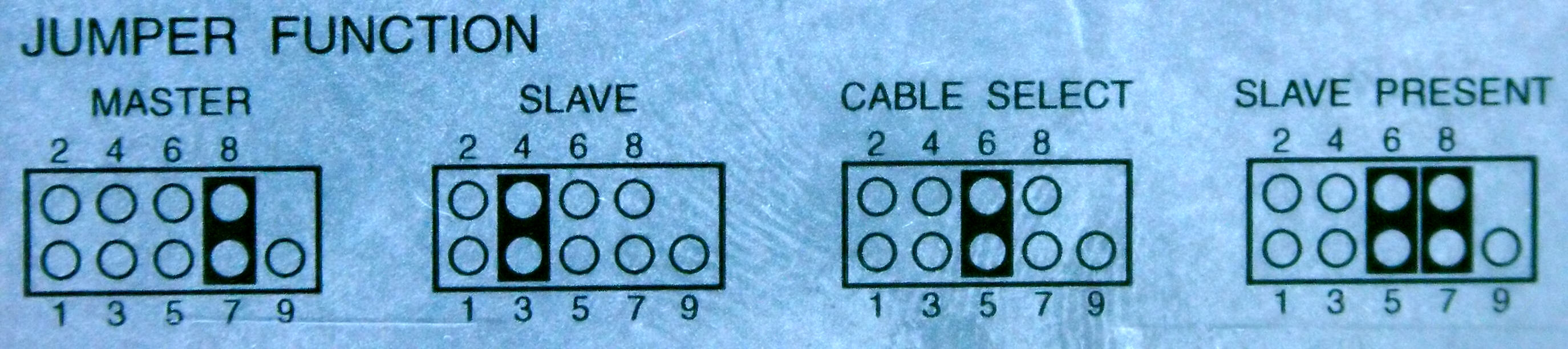
Configurare master și slave

Interfața ATA permiteconectarea a două dispozitive pe magistrală. Dintre acestea, primul dispozitiv este master (un singur dispozitiv pe cablu) și al doilea este slave (împreună cu master), astfel încât controlerul știe la ce dispozitiv să trimită datele și de la ce dispozitiv să le primească. Configurarea se face prin jumperi și este foarte importantă, deoarece determină ordinea în care sistemul trebuie să acceseze dispozitivul și, prin urmare, indirect, de la care ar trebui pornit sistemul.

## Cabluri și conectori

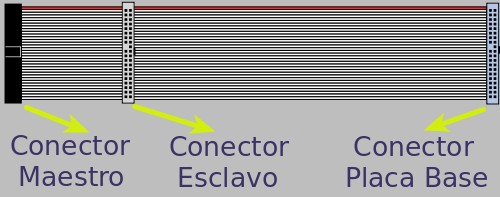
Cablu IDE și conectori master, slave

PATA utilizează cabluri cu 40 sau 80 de fire, lungimea maximă este de 45 cm. Cablurile cu 80 fire sunt mai performante. Un capăt al cablului PATA se conectează într-un port de pe placa de bază, (de obicei etichetat IDE), iar celălalt în partea din spate a unui dispozitiv de stocare, cum ar fi un hard disk.
Unele cabluri au un conector suplimentar PATA la jumătatea distanței prin cablu pentru a conecta și  un dispozitiv, cum ar fi un hard disk sau o unitate de disc optică. De obicei, conectorii de pe un cablu PATA de 80 de fire vor fi negru, gri și albastru, în timp ce conectorii de pe un cablu cu 40 fire sunt negri. Conectorul de alimentare pentru hard disk-urile PATA este tip Molex.